# Округ Коломыя
Округ Коломыя (нем. Bezirk Kolomea, Коломыйский уезд, пол. Powiat kołomyjski) — административная единица коронной земли Королевства Галиции и Лодомерии в составе Австро-Венгрии, существовавшая в 1867—1918 годах. Административный центр — Коломыя.
Площадь округа в 1879 году составляла 12,1135 квадратных миль (697,01 км2), а население 99 359 человек. Округ насчитывал 84 поселений, организованные в 75 кадастровых муниципалитета. На территории округа действовало 3 районных суда — в Коломые, Печенежине и Гвоздеце.
После Первой мировой войны округ вместе со всей Галицией отошёл к Польше.